# Edinorba
Edinorba s.r.l. è stata una casa editrice italiana. Pubblicava il periodico Business, contenente annunci economici gratuiti, e aveva un'uscita bisettimanale (martedì e venerdì) in Puglia, Basilicata e Molise. Esponeva il marchio di qualità "Anspaeg certifica". Era associato alla Uspi (Unione Stampa Periodica Italiana).
Dopo 30 anni e circa 2500 uscite, il giornale ha cessato le pubblicazioni ed è stato sostituito da un sito internet e dall'emittente satellitare Business Tv.

## Business
Il giornale Business pubblicava regolarmente, dal 1980 al 2010, in media 64 pagine, formato tabloid, con 65 rubriche; inseriva in ciascuna edizione circa 6000 annunci gratuiti e pagine dedicate alle offerte di lavoro, alle aste giudiziarie, ai concorsi pubblici ed ai programmi radio-tv.
Alcune iniziative sviluppavano il prodotto editoriale: le distribuzioni gratuite presso alcuni centri commerciali e il direct mailing del dorso dedicato alle immobiliari. Business aveva tiratura media per uscita di 20 000 copie

## Supplementi di “Business”
Il giornale Business distribuiva alcuni magazine a colori, dedicati a diversi argomenti: turismo, alimentazione, arredamento, sposi, Natale, matrimonio, calendario di calcio, automobile, immobiliare, fiere (in concomitanza con Fiera del Levante di Bari, Campionaria di ottobre di Foggia, Fiera di San Giorgio a Gravina in Puglia e Fiera del Turismo a Copertino).

## Storia di Business
Nel 1977 compaiono i primi giornali di annunci economici gratuiti a nord (Perugia, Bergamo, Trieste, Padova, Torino e Milano), nel centro (Ancona, Firenze e Roma) ed al sud (Napoli, Catania e Palermo). È una idea editoriale rivoluzionaria, perché nuova e semplice, che si basa sulla gratuità del servizio offerto.
Business nasce a Pescara nel 1980 come giornale di inserzioni gratuite mensili, per iniziativa di Lino Fratta, agente pubblicitario, tra le prime iniziative sorte in Italia nel settore. La registrazione al Tribunale di Bari avviene il 28 agosto 1980.
Nel 1982 apre una redazione a Foggia e subito dopo a Bari: il giornale assume cadenza quindicinale, poi trasformata in settimanale. La distribuzione è curata in Abruzzo, Foggia e Bari. Business è tra le testate italiane che costituiscono l'associazione di categoria ANSPAEG, Associazione Nazionale Stampa Periodici Annunci Economici Gratuiti, e creano un codice deontologico, con norme rigide e selettive di comportamento degli editori nei confronti degli utenti, degli inserzionisti e dei lettori.
Il 1985 è l'anno della svolta: il gruppo Telenorba entra nella gestione del giornale "Business", pubblicato dalla omonima Società per azioni. A febbraio 1987 la sede di Business è ancora a Bari e il giornale si stampa a Lecce presso la tipografia del Quotidiano di Lecce. È direttore responsabile Enzo Magistà.
Il gruppo Telenorba acquisisce la proprietà totale del giornale e l'ing. Luca Montrone assume la presidenza di Business Italia S.p.A. Subito compie un investimento in informatica, ridisegna la veste grafica e cambia la strategia di comunicazione, con il supporto delle reti televisive e radiofoniche del gruppo e allarga la area di diffusione a tutta la Puglia, con l'apertura delle redazioni di Lecce e Taranto e la sede centrale è fissata a Conversano.
Il duo comico Manuel & Kikka hanno pubblicizzato il giornale Business nella sitcom Very Strong Family su Telenorba, regia di Franz Roscino.
L'esito è un grande lancio della testata sul mercato; la concessionaria della pubblicità, la Fono Vi.pi. Italia, apre una divisione stampa e, alla redazione, arrivano tanti annunci, per cui si rende necessaria una seconda edizione durante la settimana.
Nel 1991 la società editrice Edinorba assorbe la testata Business. Il direttore di testata diventa Domenico Resta e la tipografia passa da Lecce a Bari (Dedalo Litostampa). Nel 1994 assume la presidenza della società l'imprenditore Matteo Chiarappa.
Nel 2009 la Stampa del giornale avviene a Napoli presso Graphic Processing. Il giornale pubblica l'edizione numero 2400. ANSPAEG certifica con un marchio di qualità le testate che garantiscono il rispetto delle regole fondamentali. Business se ne fregia ed assicura agli inserzionisti ed ai lettori il controllo della veridicità e affidabilità delle inserzione pubblicate, la trasparenza nella gestione degli annunci e l'assenza di interessi diversi dallo svolgimento dell'attività editoriale.
A fine 2010 cessano le pubblicazioni.